# Heinrich Reese (Architekt)
Hans Heinrich Wilhelm Reese (* 7. Oktober 1843 in Kiel; † 26. April 1919 in Basel) war ein deutscher (Kiel gehörte allerdings 1842 noch zum dänischen Gesamtstaat), ab 1882 Schweizer Architekt und Politiker (parteilos).

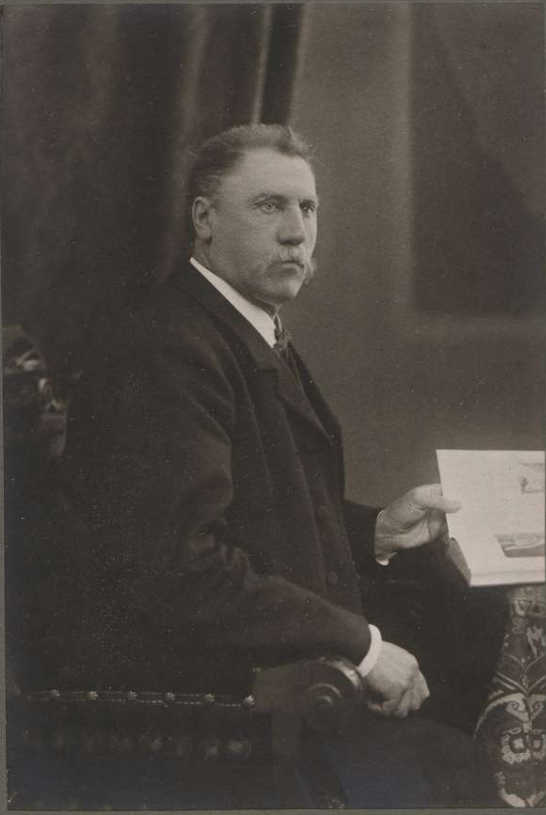
Heinrich Reese

## Leben und Wirken
Heinrich Reese besuchte nach einer Zimmermannslehre die Baugewerkschulen in Holzminden, Braunschweig und Lüneburg. Er schrieb sich nach längeren Reisen 1865 am Polytechnikum Karlsruhe ein. Von 1866 bis 1870 arbeitete er bei Theodor Geiger in Zürich und anschliessend bei einer Generalunternehmung in Wien an Planungen für die Ungarische Westbahn und an einem Projekt für den Wiener Justizpalast.
Ab 1874 war Reese Adjunkt des kantonalen Bauinspektors in Basel, 1875 wurde er selbst Bauinspektor, ab 1882 Kantonsbaumeister genannt. 1882 wurde er Basler Bürger. Von 1882 bis 1894 war Reese baselstädtischer Kantonsbaumeister. 1894 kam er als Parteiloser in den Regierungsrat. Portiert wurde er von der sozialdemokratischen Partei, ohne dieser selber anzugehören; er war der erste Basler Regierungsrat, welcher seine Wahl den Sozialdemokraten verdankte, und der erste, welcher vom Status eines Beamten in die Regierung aufstieg. Bis 1907 führte er das Baudepartement. Im Amtsjahr 1900/1901 war er Regierungsratspräsident.
Reese war umgänglich und hatte Verständnis für soziale Anliegen. Er sprach zeitlebens hochdeutsch, fühlte sich aber ganz als Basler und setzte sich für die Modernisierung der Stadt ein. Er prägte ihre Erweiterung und die Umgestaltung der Innenstadt. In seine Regierungszeit fiel neben vielem anderen die Aussenrenovation des Münsters, die Erweiterung des Marktplatzes, der Umbau und die Vergrösserung des Rathauses sowie die Errichtung des Staatsarchivs. Selber projektierte er zehn Schulhäuser (so in Riehen ein Schulhaus), 1890–1892 das Gewerbemuseum Basel nach Plänen von ihm und Friedrich Walser und weitere öffentliche Bauten. Er plante grosszügig, ohne viel Rücksicht auf den alten Baubestand, und die Kosten belasteten den Staatshaushalt schwer. Vor allem die Korrektion und Verbreiterung der Strassen hat sich bis heute bewährt.
Reese gehörte seit 1900 dem SBB-Kreiseisenbahnrat II und seit 1909 dem Verwaltungsrat der Bundesbahnen an.
1877 heiratete Heinrich Reese Victoria Karolina Pernaux.

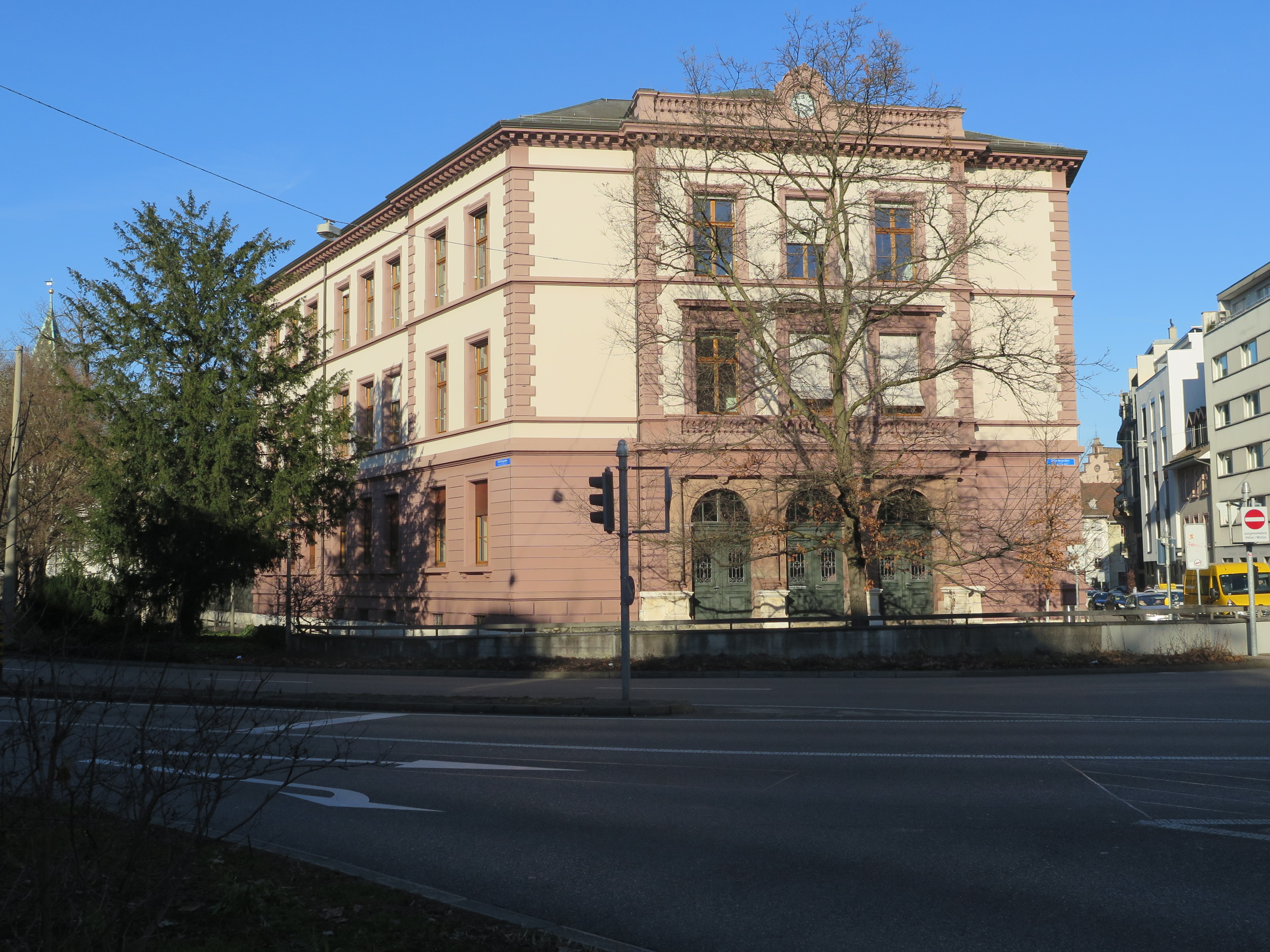
Basler Schützenmatt-Schulhaus, 1877–1879
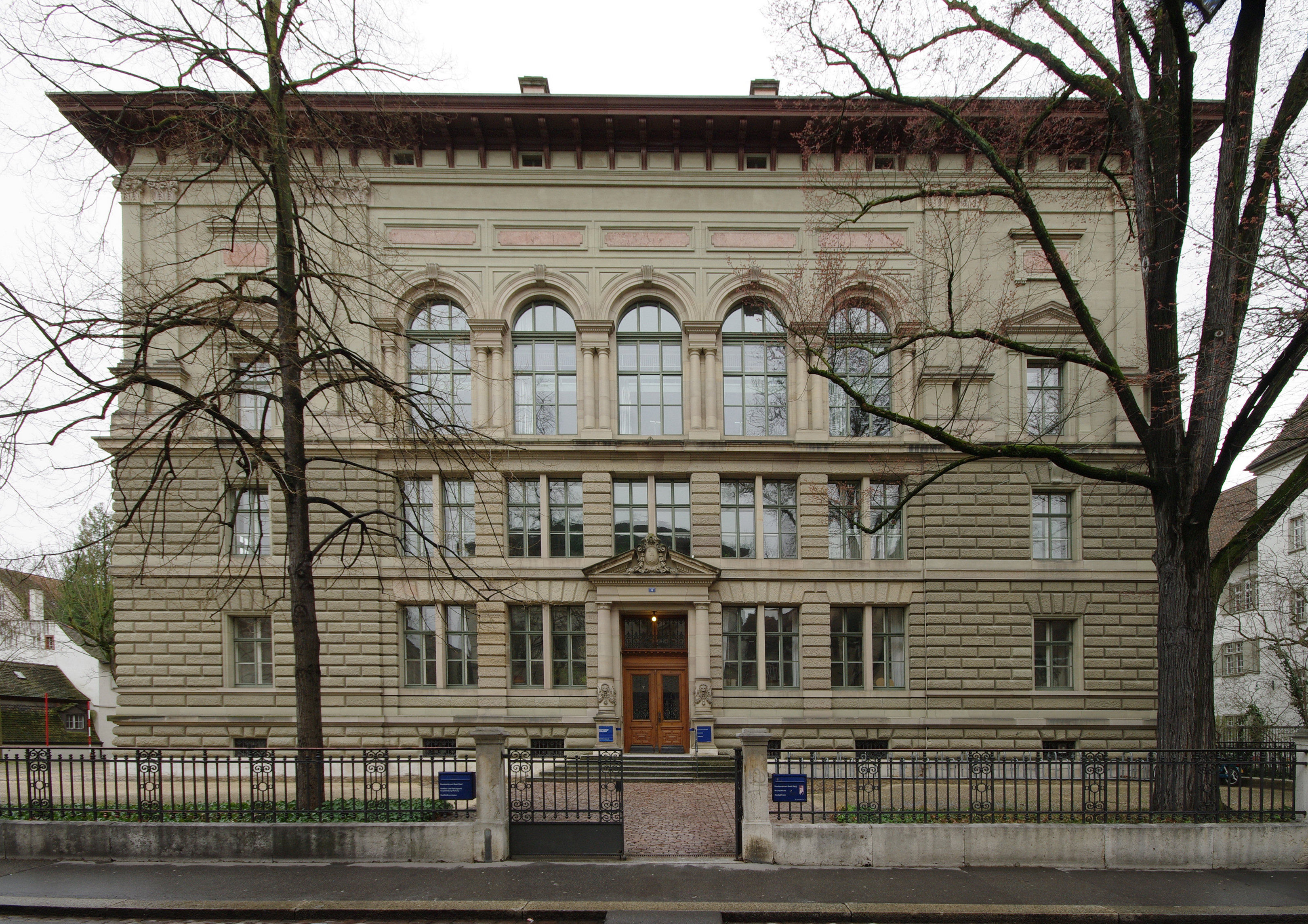
Untere Realschule an der Rittergasse Basel, 1885–1887
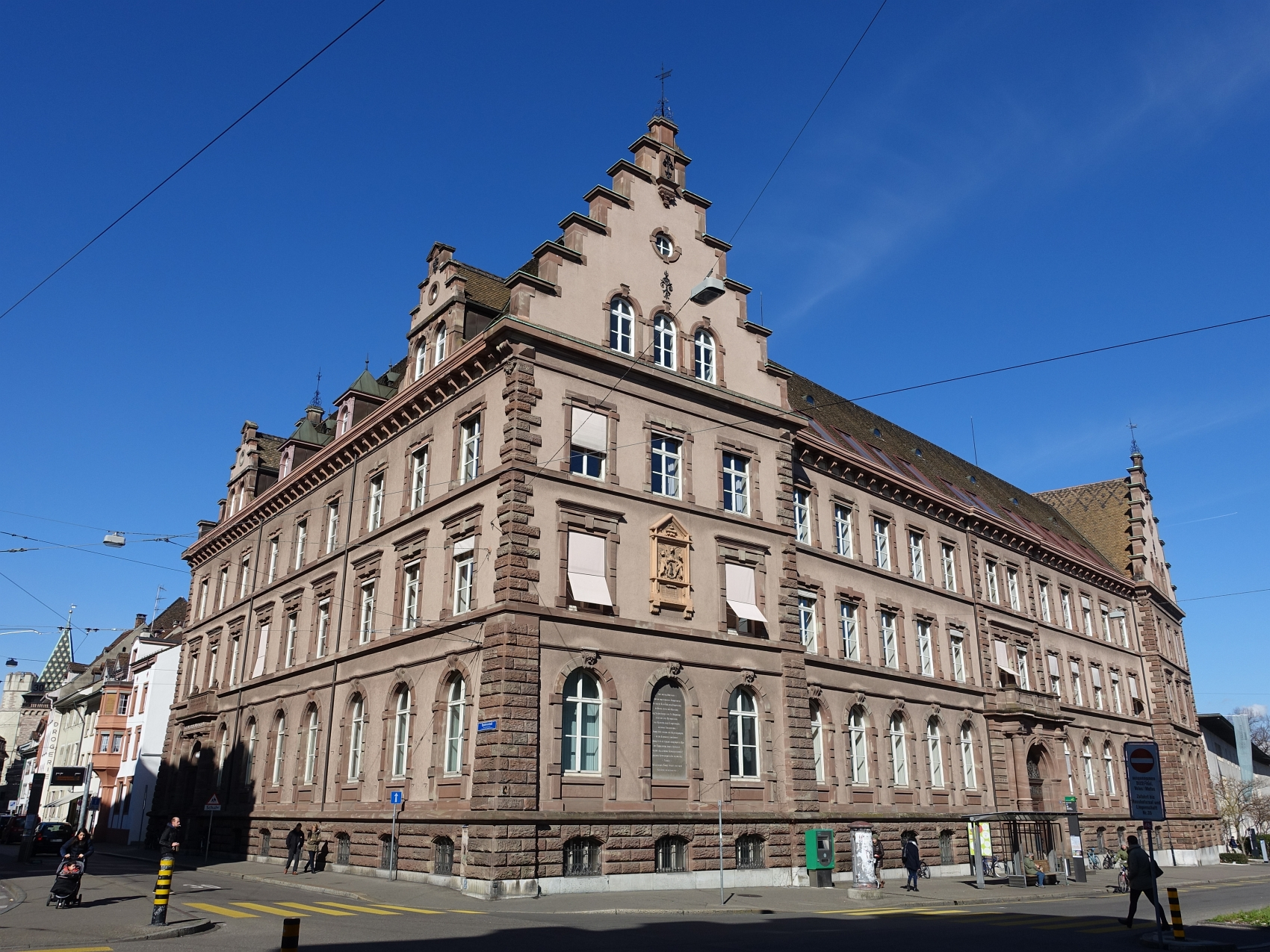
Alte Gewerbeschule und Gewerbemuseum Basel, 1890–1893

## Schriften
- mit Carl Stehelin und Rudolf Wackernagel: Baugeschichte des Basler Münsters. 2 Bde. Basel 1895.